# 2000 en Algérie
Chronologie de l’Algérie
- 1996
- 1997
- 1998
- 1999
- 2000
- 2001
- 2002
- 2003
- 2004

Cet article présente les faits marquants de l'année 2000 en Algérie ou relatifs à l'Algérie; datation selon le calendrier grégorien.

## Événements
- 14-17 juin : Abdelaziz Bouteflika est en visite en France[1].
- 16 juin : à Mascara, un attentat à la bombe fait 13 morts et 42 blessés[2].
- 26 août : gouvernement d'Ali Benflis I[3] au  31 mai 2001.
- 28 septembre : l'explosion d'une bombe placée contre le mur de la garde communale tue 8 membres des forces de l'ordre à Beni Aïssi[2].

## Sports
- Algérie aux Jeux olympiques d'été de 2000

### Athlétisme
- Championnats d'Afrique d'athlétisme 2000

### Basket-ball
- Championnat d'Algérie de basket-ball 1999-2000

### Football
- Équipe d'Algérie de football en 2000
- Championnat d'Algérie de football 1999-2000
- Championnat d'Algérie de football 2000-2001
- Championnat d'Algérie de football de deuxième division 1999-2000
- Championnat d'Algérie de football de deuxième division 2000-2001
- Championnat d'Algérie de football de troisième division 1999-2000
- Championnat d'Algérie de football de troisième division 2000-2001
- Coupe de la Ligue d'Algérie de football 1999-2000
- Coupe d'Algérie de football 1999-2000
- Coupe d'Algérie de football 2000-2001
- Saison 1999-2000 de l'USM Alger
- Saison 2000-2001 de l'USM Alger
- Saison 1999-2000 de l'USM Blida
- Saison 2000-2001 de l'USM Blida
- Saison 1999-2000 du MO Constantine
- Saison 2000-2001 du MO Constantine

### Handball
- Championnat d'Afrique des nations féminin de handball 2000
- Championnat d'Afrique des nations masculin de handball 2000

### Judo
- Championnats d'Afrique de judo 2000

## Naissances en 2000
- Naissance en Algérie en 2000

## Décès en 2000
- Décès en Algérie en 2000